# Cactus (Band)

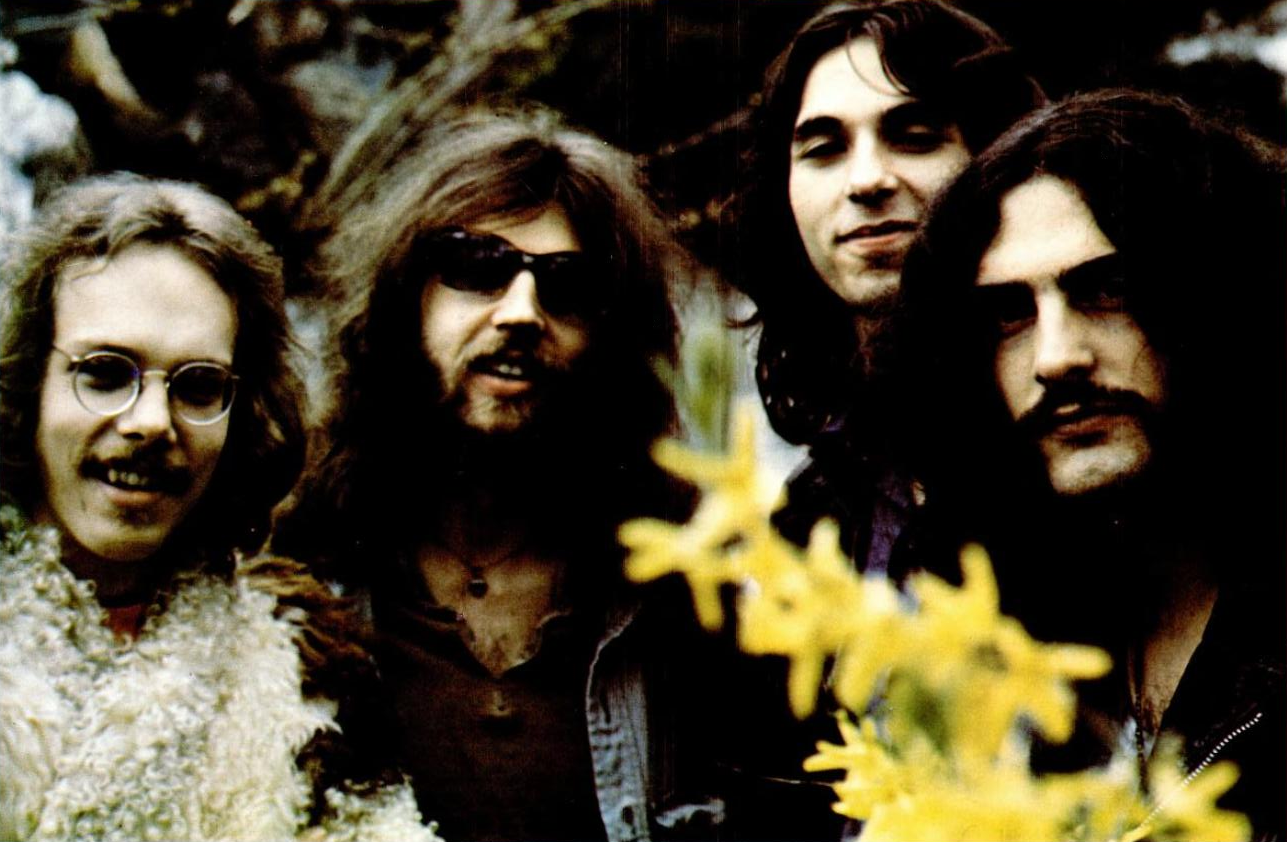
Cactus

Cactus ist eine US-amerikanische Bluesrock-Band, die 1969 aus der Rhythmussektion von Vanilla Fudge entstand. Cactus spielt einen heftigen Bluesrock, der einige Muster des Hardrock enthielt.

## Bandgeschichte
Tim Bogert (Bass) und Carmine Appice (Schlagzeug) wollten eigentlich mit Jeff Beck ein neues Projekt beginnen, doch Beck hatte im November 1969 einen schweren Autounfall und stand nicht zur Verfügung. Daher gründeten die beiden zusammen mit Jim McCarty (Gitarre) und Rusty Day (Gesang, Mundharmonika) die Band Cactus. Später waren Werner Fritzschings (Gitarre), Tim Bogert (später Norbert Lange) (Bass), Peter French (Gesang) und Duane Hitchings (Keyboards) nach Umbesetzungen Bandmitglieder.
1972 verließen Bogert und Appice Cactus, um mit dem wieder genesenen Beck das Trio Beck, Bogert & Appice zu bilden. Mit Roland Robinson (Bass, Gesang), Jerry Norris (Schlagzeug, Gesang) und Mike Pinera (Gitarre, Gesang) überlebte die Gruppe als New Cactus Band nur noch kurze Zeit und löste sich 1973 schließlich auf.
1982 hat Rusty Day zusammen mit Uncle Acid & The Permanent Damage Band an einem Album gearbeitet. Auch hat er unter anderem sein Geld mit Drogenhandel verdient. Rusty Day schuldete Ron Sanders, einem der Gitarristen seiner Band, Geld nach einem kleineren Kokain-Deal. Sanders war kokainabhängig und unberechenbar. Am 6. März 1982 eröffnete er das Feuer mit einer Maschinenpistole und erschoss Rusty Day, seinen Sohn Russell und Garth McRae, einen Gast des Hauses.
Nach einer jahrzehntelangen Pause tauchte die Band im Juni 2006 bei zwei Shows in New York sowie beim Sweden Rock Festival in Norje wieder auf. Die Besetzung bestand wieder aus den Originalmitgliedern Appice, Bogert und McCarty; als Sänger stieß der ehemals bei Savoy Brown singende Jimmy Kunes zur Band. Im selben Jahr veröffentlichte die Gruppe auch ein neues Album namens Cactus V.
Nach dem Tod von Tim Bogert im Jahre 2021 wurde Jimmy Caputo der neue Bassist der Band. Mit Randy Pratt auf der Mundharmonika veröffentlichte die Band im bewährten Blues-Rock-Stil das Album Tightrope.

## Diskografie

### Studioalben
- 1970 – Cactus
- 1971 – One Way … Or Another
- 1971 – Restrictions
- 1972 – ’Ot ‘n’ Sweaty
- 2006 – Cactus V
- 2016 – Black Dawn
- 2021 – Tightrope

### Live-Alben / Kompilationen
- 1973 – Son of Cactus (als The New Cactus Band)
- 1996 – Cactology: The Cactus Collection
- 2004 – Barely contained: The Studio Sessions
- 2004 – Fully unleashed: The Live Gigs
- 2007 – Fully unleashed: The Live Gigs Vol.2
- 2012 – Do Not Kick Against the Pricks
- 2013 – The Collection (CD & DVD)